# Roc Roig
Roc Roig és el nom de dues muntanyes i formacions rocoses del terme comunal de Vallmanya, de comarca del Conflent, a la Catalunya del Nord.

## El Roc Roig del Riu Roig
És situat a l'extrem nord-est del terme de Vallmanya, a prop del termenal amb Vallestàvia, també del Conflent. Pel seu vessant septentrional discorre el Riu Roig.

## El Roc Roig de la Serra de Prat Cabrera
És situat a la Serra de Prat Cabrera, a prop al sud-est del Ras de Prat Cabrera, al damunt de les Falgueroses.